# Pandia
Pandia is in de Griekse mythologie een dochter van de oppergod Zeus en de maangodin Selene. Ze wordt net als haar moeder beschouwd als maangodin, maar dan specifiek van de volle maan. Ook wordt ze geassocieerd met ochtenddauw en de jeugd, alhoewel hiervoor ook Ersa en Nemeia worden genoemd.
In Athene was Pandia de naam van een feest, na afloop van de Dionysia. In de oudheid was er al onduidelijkheid over de herkomst van dit feest: het kon afkomstig zijn van de Attische koning Pandion, van de god Zeus, of van de maangodin Pandia. Het meest waarschijnlijk is het laatste, want het feest Pandia werd gevierd tijdens volle maan en dus ter ere van maangodin Pandia.
Een van de manen van de planeet Jupiter is naar Pandia vernoemd.